# اینسونی
اینسونی (کره‌ای: 김인순؛ زادهٔ ۵ آوریل ۱۹۵۷) موسیقی‌دان اهل کره جنوبی است.